# Chionaema griseilinea
Chionaema griseilinea är en fjärilsart som beskrevs av De Joannis. Chionaema griseilinea ingår i släktet Chionaema och familjen björnspinnare. Inga underarter finns listade i Catalogue of Life.